# Drosophila furvifacies
Drosophila furvifacies este o specie de muște din genul Drosophila, familia Drosophilidae, descrisă de Hardy în anul 1965. Conform Catalogue of Life specia Drosophila furvifacies nu are subspecii cunoscute.